# 澤木宣彦
澤木 宣彦（さわき のぶひこ、1945年 - ） は、日本の電子工学者。名古屋大学名誉教授。英国物理学会フェロー。IEEEフェロー。

## 人物・経歴
岐阜県生まれ。岐阜県立恵那高等学校卒業後、1968年名古屋大学工学部電気工学科卒業。1973年名古屋大学大学院工学研究科博士課程修了、工学博士、名古屋大学工学部助手。1977年名古屋大学工学部講師。1982年名古屋大学工学部助教授。1988年インスブルック大学客員教授。1999年英国物理学会フェロー。2000年名古屋大学ベンチャー・ビジネス・ラボラトリー長。2001年名古屋大学赤崎記念研究センター長。2002年名古屋大学評議員。2004年名古屋大学大学院工学研究科長・工学部長、IEEEフェロー。2007年応用物理学会フェロー。2009年に名古屋大学を定年退職後、愛知工業大学教授。2024年、瑞宝中綬章受章。

## 著書
- 『電子通信材料工学』培風館 1995年
- 『電気・電子材料』（赤﨑勇編, 吉田明, 水谷照吉, 綱島滋と共著）朝倉書店 2014年